# ULAF Superleague 2020
La ULAF Superleague 2020 avrebbe dovuto essere la 5ª edizione del campionato di football americano di primo livello, organizzato dalla ULAF.
Il torneo avrebbe dovuto essere disputato in primavera ma è stato rinviato a causa della pandemia di COVID-19 del 2019-2021.
Il campionato è poi stato cancellato ed è stato organizzato solo il campionato di League One.